# Luisa Anna di Borbone-Condé
Luisa Anna di Borbone-Condé (Versailles, 23 giugno 1695 – Parigi, 8 aprile 1758) era una figlia di Luigi III, principe di Condé; suo padre era il nipote del Gran Condé, mentre sua madre, Luisa Francesca di Borbone-Francia, era la maggiore tra le figlie sopravvissute di Luigi XIV di Francia e la sua amante, Madame de Montespan.

## Biografia

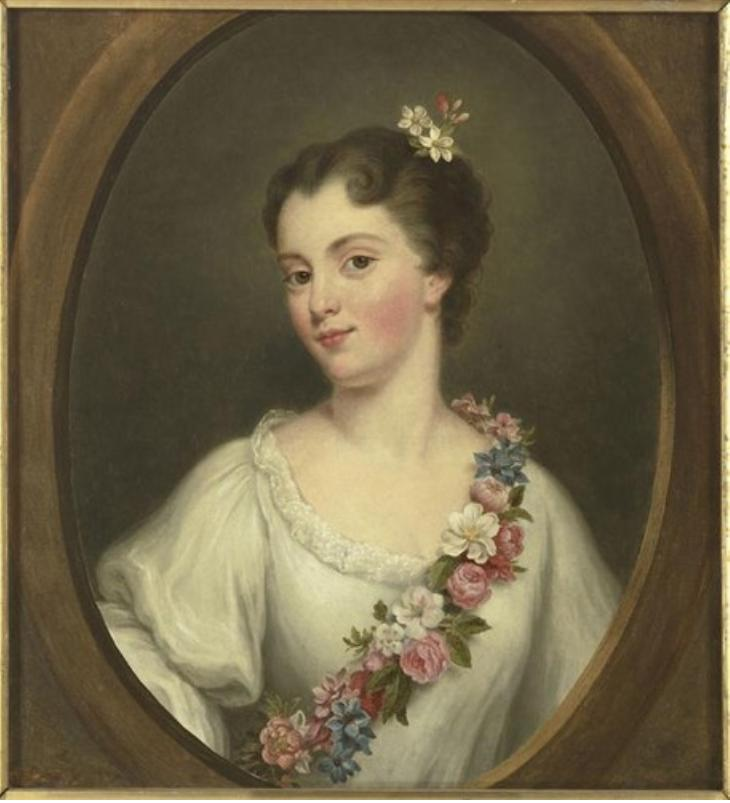
Luisa Anna di Borbone-Condé nell'infanzia.

Nata al palazzo di Versailles dagli allora Duchi di Borbone,dei quali Luisa Anna era la quarta figlia (e terza femmina). La sorella maggiore, Maria Anna Gabriella Eleonora (1690-1760), era ritardata mentalmente e non si sposò mai, ma entrò in convento e divenne badessa vivendo lontana dalla corte; l'altra sorella più grande, Luisa Elisabetta, sposò il Principe di Conti in una doppia cerimonia nuziale tenutasi nel 1713, durante la quale si unirono in matrimonio anche Luigi Enrico, fratello maggiore di Luisa Anna, e Maria Anna di Borbone-Conti. Luisa Anna non si sarebbe mai sposata, ma, al pari della madre e della sorella Luisa Elisabetta, avrebbe avuto numerosi amanti.
La sua relazione amorosa più famosa fu quella con il Duca di Richelieu, un pronipote del Cardinale Richelieu. Fu durante il periodo della reggenza di suo zio, Filippo II d'Orléans, che Luisa Anna iniziò la liaison, quando ancora non aveva raggiunto i vent'anni. Nello stesso momento, il Duca, noto per essere un donnaiolo, riuscì ad attirare le attenzioni della cugina di Luisa Anna, Carlotta Aglae d'Orléans, mademoiselle de Valois. Le due cugine, in seguito, si trovarono a combattere duramente per ottenere la liberazione dell'amato dalla fortezza della Bastiglia, nella quale era stato imprigionato per il ruolo giocato nella cospirazione di Cellamare.
Mentre il Reggente riuscì a combinare il matrimonio della figlia Carlotta Aglae con il Duca di Modena e Reggio, Luisa Anna non si sposò mai e rimase in Francia per tutta la vita. Venne comunque considerata come possibile sposa per il cugino Luigi Augusto, principe di Dombes, ma Luisa Anna rifiutò, come già aveva fatto l'altra candidata, Carlotta Aglae. Un altro marito che le venne proposto fu il Duca di Chartres, figlio del Reggente ed erede della Casa d'Orléans; la madre del ragazzo, in ogni caso, desiderava per lui un matrimonio più prestigioso e si orientò verso una giovane principessa tedesca, Augusta Maria Giovanna di Baden-Baden.
Voltaire, amico del Duca di Richelieu, scrisse i seguenti versi riferendosi a Luisa Anna:
Con il passare degli anni, Luisa Anna si dedicò costantemente ad intrighi per ottenere la prominenza politica. In seguito avrebbe anche aiutato suo cugino re Luigi XV nel ricercare un'amante; all'epoca una voce molto diffusa voleva che i due fossero in realtà amanti. La sorella maggiore di Luisa Anna, Luisa Elisabetta, introdusse Madame de Pompadour alla corte francese negli anni 1740.
Il padre di Luisa Anna morì nel 1710, dopo essere stato Principe di Condé per circa un anno; sua madre, che aveva fatto edificare il Palazzo Borbone a Parigi, morì invece all'età di settant'anni nel 1743. Dal momento che suo cugino Luigi d'Orléans non ebbe alcuna figlia che sopravvisse fino all'età adulta, Luisa Anna ebbe l'onore di essere conosciuta a corte con l'appellativo di Mademoiselle, che detenne a partire dal 1728, anno in cui Luisa Maria d'Orléans, figlia di Luigi, morì ancora bambina.
Luisa Anna possedeva numerose tenute; nel 1735 venne in possesso dell'Hôtel de Rothelin-Charolais a Parigi, che, da quel momento, divenne la sua residenza cittadina. Anni dopo essa avrebbe anche venduto le sue terre nei pressi di Vallery, nella regione della Borgogna, che erano state il luogo tradizionale di sepoltura dei suoi antenati Condé. Ella possedeva inoltre svariati castelli, tra i quali quello di Athis, fuori Parigi; vendette anche la tenuta di Charolais alla Corona di Francia ed in cambio ne ottenne delle terre a Palaiseau, che contribuirono ad aumentare ulteriormente il suo patrimonio immobiliare e fondiario.
Luisa Anna fu una delle amanti del Marchese de Sade, il quale era nato nella casa di famiglia dei Condé, il Palazzo Borbone.
Luisa Anna morì a Parigi, all'Hôtel de Rothelin-Charolais, all'età di sessantadue anni, e venne sepolta nel convento carmelitano del Faubourg Saint-Jacques, dove furono tumulati anche suo fratello Luigi Enrico, duca di Borbone, e le due sorelle Maria Anna ed Elisabetta Alessandrina.

## Titoli nobiliari
- 23 giugno 1695 – ?: Sua Altezza Serenissima Mademoiselle de Sens[1]
- ? – 8 aprile 1758: Sua Altezza Serenissima Mademoiselle de Charolais
  - Dal 1728 al 1750 poté utilizzare l'appellativo Mademoiselle, trattamento riservato alla figlia maggiore non sposata a corte. Questo titolo venne mantenuto fino alla nascita di Luisa Maria Teresa Batilde di Borbone-Orléans (1750-1822); Batilde aveva infatti un rango maggiore rispetto a quello di Luisa Anna, dal momento che suo padre Luigi Filippo I, duca d'Orléans (1725-1785), era il Primo Principe del Sangue.

## Antenati
|                                    |                       |                                      | Genitori                               |  |  | Nonni |  |  | Bisnonni                  |  |  | Trisnonni                  |  |
|                                    |                       |                                      |                                        |  |  |       |  |  | Luigi II di Borbone-Condé |  |  | Enrico II di Borbone-Condé |  |
|                                    |                       |                                      |                                        |  |  |       |  |  | Luigi II di Borbone-Condé |  |  | Enrico II di Borbone-Condé |  |
|                                    |                       | Carlotta Margherita di Montmorency   |                                        |  |  |       |  |  | Luigi II di Borbone-Condé |  |  |                            |  |
| Enrico III Giulio di Borbone-Condé |                       |                                      |                                        |  |  |       |  |  | Luigi II di Borbone-Condé |  |  |                            |  |
|                                    |                       | Claire-Clémence de Maillé-Brézé      | Urbain de Maillé-Brézé                 |  |  |       |  |  |                           |  |  |                            |  |
|                                    |                       | Claire-Clémence de Maillé-Brézé      | Urbain de Maillé-Brézé                 |  |  |       |  |  |                           |  |  |                            |  |
|                                    |                       | Claire-Clémence de Maillé-Brézé      | Nicole du Plessis de Richelieu         |  |  |       |  |  |                           |  |  |                            |  |
| Luigi III di Borbone-Condé         |                       | Claire-Clémence de Maillé-Brézé      |                                        |  |  |       |  |  |                           |  |  |                            |  |
|                                    |                       | Edoardo del Palatinato               | Federico V Elettore Palatino           |  |  |       |  |  |                           |  |  |                            |  |
|                                    |                       | Edoardo del Palatinato               | Federico V Elettore Palatino           |  |  |       |  |  |                           |  |  |                            |  |
|                                    |                       | Edoardo del Palatinato               | Elisabetta Stuart                      |  |  |       |  |  |                           |  |  |                            |  |
| Anna Enrichetta del Palatinato     |                       | Edoardo del Palatinato               |                                        |  |  |       |  |  |                           |  |  |                            |  |
|                                    |                       | Anna Maria di Gonzaga-Nevers         | Carlo I di Gonzaga-Nevers              |  |  |       |  |  |                           |  |  |                            |  |
|                                    |                       | Anna Maria di Gonzaga-Nevers         | Carlo I di Gonzaga-Nevers              |  |  |       |  |  |                           |  |  |                            |  |
|                                    |                       | Anna Maria di Gonzaga-Nevers         | Caterina di Lorena                     |  |  |       |  |  |                           |  |  |                            |  |
| Luisa Anna di Borbone-Condé        |                       | Anna Maria di Gonzaga-Nevers         |                                        |  |  |       |  |  |                           |  |  |                            |  |
|                                    | Luigi XIII di Francia | Enrico IV di Francia                 |                                        |  |  |       |  |  |                           |  |  |                            |  |
|                                    | Luigi XIII di Francia | Enrico IV di Francia                 |                                        |  |  |       |  |  |                           |  |  |                            |  |
|                                    | Luigi XIII di Francia | Maria de' Medici                     |                                        |  |  |       |  |  |                           |  |  |                            |  |
| Luigi XIV di Francia               | Luigi XIII di Francia |                                      |                                        |  |  |       |  |  |                           |  |  |                            |  |
|                                    |                       | Anna d'Asburgo                       | Filippo III di Spagna                  |  |  |       |  |  |                           |  |  |                            |  |
|                                    |                       | Anna d'Asburgo                       | Filippo III di Spagna                  |  |  |       |  |  |                           |  |  |                            |  |
|                                    |                       | Anna d'Asburgo                       | Margherita d'Austria-Stiria            |  |  |       |  |  |                           |  |  |                            |  |
| Luisa Francesca di Borbone-Francia |                       | Anna d'Asburgo                       |                                        |  |  |       |  |  |                           |  |  |                            |  |
|                                    |                       | Gabriel de Rochechouart de Mortemart | René de Rochechouart de Mortemart      |  |  |       |  |  |                           |  |  |                            |  |
|                                    |                       | Gabriel de Rochechouart de Mortemart | René de Rochechouart de Mortemart      |  |  |       |  |  |                           |  |  |                            |  |
|                                    |                       | Gabriel de Rochechouart de Mortemart | Jeanne de Saulx de Tavannes            |  |  |       |  |  |                           |  |  |                            |  |
| Françoise-Athénaïs di Montespan    |                       | Gabriel de Rochechouart de Mortemart |                                        |  |  |       |  |  |                           |  |  |                            |  |
|                                    |                       | Diane de Grandseigne                 | Jean de Grandseigne                    |  |  |       |  |  |                           |  |  |                            |  |
|                                    |                       | Diane de Grandseigne                 | Jean de Grandseigne                    |  |  |       |  |  |                           |  |  |                            |  |
|                                    |                       | Diane de Grandseigne                 | Catherine de La Béraudière de Villenon |  |  |       |  |  |                           |  |  |                            |  |
|                                    |                       | Diane de Grandseigne                 |                                        |  |  |       |  |  |                           |  |  |                            |  |